# Zawadskaja Słabada
Zawadskaja Słabada (biał. Завадская Слабада; ros. Заводская Слобода) – agromiasteczko na Białorusi, w obwodzie mohylewskim, w rejonie mohylewskim, w sielsowiecie Zawadskaja Słabada.